# 成育
成育（せいいく）は、大阪府大阪市城東区にある町名。現行行政地名は成育一丁目から成育五丁目。

## 地理
城東区の北西部に位置し、東に関目、西に野江、南に中央、北に旭区高殿と接している。

## 歴史
大阪市立榎並小学校分校が1950年に榎並小学校から分離独立するにあたり、新しく成育する願いを込めて「成育小学校」と命名された。
1976年の住居表示実施の際、野江・関目の両地域にまたがっていた同校区に、校名に由来して新たに設定された。

## 世帯数と人口
2019年（平成31年）3月31日現在の世帯数と人口は以下の通りである。
| 丁目       | 世帯数    | 人口    |
| ---------- | --------- | ------- |
| 成育一丁目 | 408世帯   | 689人   |
| 成育二丁目 | 1,585世帯 | 2,554人 |
| 成育三丁目 | 859世帯   | 1,641人 |
| 成育四丁目 | 1,676世帯 | 2,979人 |
| 成育五丁目 | 889世帯   | 1,501人 |
| 計         | 5,417世帯 | 9,364人 |

### 人口の変遷
国勢調査による人口の推移。
| 1995年（平成7年）  | 10,105人 | [ 5 ] |  |
| 2000年（平成12年） | 9,847人  | [ 6 ] |  |
| 2005年（平成17年） | 9,490人  | [ 7 ] |  |
| 2010年（平成22年） | 9,399人  | [ 8 ] |  |
| 2015年（平成27年） | 9,126人  | [ 9 ] |  |

### 世帯数の変遷
国勢調査による世帯数の推移。
| 1995年（平成7年）  | 4,856世帯 | [ 5 ] |  |
| 2000年（平成12年） | 4,893世帯 | [ 6 ] |  |
| 2005年（平成17年） | 4,841世帯 | [ 7 ] |  |
| 2010年（平成22年） | 4,966世帯 | [ 8 ] |  |
| 2015年（平成27年） | 4,971世帯 | [ 9 ] |  |

## 学区
市立小・中学校に通う場合、学区は以下の通りとなる。なお、小学校・中学校入学時に学校選択制度を導入しており、通学区域以外に城東区の小学校・中学校から選択することも可能。
| 丁目       | 番                                      | 小学校             | 中学校             |
| ---------- | --------------------------------------- | ------------------ | ------------------ |
| 成育一丁目 | 全域                                    | 大阪市立成育小学校 | 大阪市立蒲生中学校 |
| 成育二丁目 | 全域                                    | 大阪市立成育小学校 | 大阪市立蒲生中学校 |
| 成育三丁目 | 全域                                    | 大阪市立成育小学校 | 大阪市立蒲生中学校 |
| 成育四丁目 | 1番、7～10番 12番、13番9～26号 15～29番 | 大阪市立成育小学校 | 大阪市立蒲生中学校 |
| 成育四丁目 | 2～6番、11番 13番1～8号・27～33号 14番  | 大阪市立榎並小学校 | 大阪市立蒲生中学校 |
| 成育五丁目 | 全域                                    | 大阪市立成育小学校 | 大阪市立蒲生中学校 |

## 事業所
2016年（平成28年）現在の経済センサス調査による事業所数と従業員数は以下の通りである。
| 丁目       | 事業所数  | 従業員数 |
| ---------- | --------- | -------- |
| 成育一丁目 | 47事業所  | 409人    |
| 成育二丁目 | 117事業所 | 883人    |
| 成育三丁目 | 92事業所  | 573人    |
| 成育四丁目 | 101事業所 | 495人    |
| 成育五丁目 | 117事業所 | 680人    |
| 計         | 474事業所 | 3,040人  |

## 交通

### 鉄道
- 京阪電気鉄道
  - 京阪本線 野江駅

なお、JR西日本おおさか東線のJR野江駅の所在地は城東区野江、Osaka Metro今里筋線の関目成育駅の所在地は城東区関目である。

### 道路
- 国道1号
- 都島通

## 施設
- 大阪市立成育小学校
- 北おおさか信用金庫 城東支店

## その他

### 日本郵便
- 〒536-0007[3]（集配局：大阪城東郵便局[13]）